# Campeonato Mundial de Rugby M19 División C de 1996
El Campeonato Mundial de Rugby M19 División C de 1996 fue la tercera edición del torneo en categoría M19.

## Posiciones
| Pos. | Equipo          | Encuentros | Encuentros | Encuentros | Encuentros | Tantos  | Tantos    | Tantos     | Puntos Totales |
| Pos. | Equipo          | jugados    | ganados    | empatados  | perdidos   | a favor | en contra | diferencia | Puntos Totales |
| ---- | --------------- | ---------- | ---------- | ---------- | ---------- | ------- | --------- | ---------- | -------------- |
| 1    | Bélgica         | 3          | 3          | 0          | 0          | 100     | 36        | +64        | 9              |
| 2    | Croacia         | 3          | 2          | 0          | 1          | 32      | 25        | +7         | 7              |
| 3    | Países Bajos    | 3          | 2          | 0          | 1          | 56      | 26        | +30        | 7              |
| 4    | Dinamarca       | 3          | 2          | 0          | 1          | 22      | 30        | -8         | 7              |
| 5    | Suecia          | 3          | 2          | 0          | 1          | 35      | 34        | +31        | 7              |
| 6    | Costa de Marfil | 3          | 2          | 0          | 1          | 84      | 12        | +72        | 7              |
| 7    | Bulgaria        | 3          | 2          | 0          | 1          | 49      | 61        | -12        | 7              |
| 8    | Brasil          | 3          | 0          | 0          | 3          | 23      | 128       | -105       | 3              |
| 9    | Eslovenia       | 3          | 0          | 0          | 3          | 16      | 65        | -49        | 3              |
| 10   | Andorra         | 3          | 0          | 0          | 3          | 0       | 0         | 0          | 3              |

|  | Campeón |

#### Resultados
| 30 de marzo | Andorra | Ganó Dinamarca | Dinamarca |  |  |

| 30 de marzo | Países Bajos | 31 - 5 | Eslovenia |  |  |

| 30 de marzo | Suecia | 20 - 17 | Croacia |  |  |

| 1 de abril | Bélgica | 47 - 3 | Bulgaria |  |  |

| 1 de abril | Costa de Marfil | 18 - 0 | Eslovenia |  |  |

| 3 de abril | Andorra | Ganó Suecia | Suecia |  |  |

| 3 de abril | Bélgica | 35 - 20 | Brasil |  |  |

| 3 de abril | Croacia | 15 - 5 | Dinamarca |  |  |

| 5 de abril | Bulgaria | 30 - 3 | Brasil |  |  |

| 5 de abril | Países Bajos | 12 - 3 | Costa de Marfil |  |  |

| 7 de abril | Andorra | Ganó Croacia | Croacia |  |  |

| 7 de abril | Bélgica | 18 - 13 | Países Bajos |  |  |

| 7 de abril | Bulgaria | 16 - 11 | Eslovenia |  |  |

| 7 de abril | Dinamarca | 17 - 15 | Suecia |  |  |

| 7 de abril | Costa de Marfil | 63 - 0 | Brasil |  |  |

| Bandera de Bélgica |
| Campeón Bélgica    |
| Primer título      |